# North Carolina Potato Festival
Le North Carolina Potato Festival (fête de la pomme de terre de Caroline du Nord) est une fête locale qui se tient chaque année, en mai, à Elizabeth City, ville du nord-est de la Caroline du Nord (États-Unis). Cette manifestation en l'honneur de l'une des plus importantes cultures de la région, fut d'abord connue, de 1940 à 1970, sous le nom d'« Albemarle Potato Festival », avant d'être réactivée en 2001 sous la forme actuelle du North Carolina Potato Festival.  
Célébrée chaque année vers la mi-mai, cette fête a retrouvé son importance historique comme l'une des plus importantes attractions du nord-est de la Caroline du Nord.
Elle se déroule dans le centre historique d'Elizabeth City, avec de nombreuses attractions dont le concours national d'épluchage de pommes de terre (National Potato Peeling Contest), un concours de beauté, l'élection de Little Miss Tater Tot, des courses en sac de pommes de terre, une course pédestre de 5 km et des compétitions culinaires entre chefs de la région. La fête est aussi animée par des fanfares venant de toute la région, et par des survols aériens par des appareils de la base aérienne toute proche des garde-côtes d'Elizabeth City, ainsi que par de nombreux marchands.  
En outre, cette fête coïncide habituellement avec une course annuelle de voiliers, la Moth Boat Regatta, qui met en compétition une classe populaire de petits voiliers conçus en 1929 par un habitant d'Elizabeth City, Joel van Sant.